# Paulina (nombre)
Paulina es un nombre propio femenino de origen griego que significa “La pequeña que tiene grandeza” o “Mujer de gran corazón”.
Muchas personas piensan que Paulina es un diminutivo de Paula, pero la realidad es que Paulina es un nombre propio, completamente diferente e independiente.

## Santoral
- 9 de julio : Santa Paulina del Corazón Agonizante de Jesús.
- 10 de Junio : Santa Paulina.￼
- 26 de octubre: Beata Paulina Jaricot.

## Variantes
- Masculino: Paulino.

| Variantes en otras lenguas | Variantes en otras lenguas |
| -------------------------- | -------------------------- |
| Español                    | Paulina                    |
| Alemán                     | Pauline                    |
| Búlgaro                    | Polina                     |
| Inglés                     | Pauline                    |
| Francés                    | Pauline                    |
| Italiano                   | Paolina                    |
| Holandés                   | Paulien                    |
| Alexandré                  | Polinilla                  |